# Mathematische Annalen
Mathematische Annalen (сокращенно Math. Ann. или Math. Annal.) — германский математический журнал, издаваемый Springer Science+Business Media. Основан в 1868 году Альфредом Клебшем и Карлом Нейманом.
В разное время главными редакторами были Феликс Клейн, Давид Гильберт, Отто Блюменталь, Эрих Гекке, Генрих Бенке, Ханс Грауэрт, Хейнц Бауер, Герберт Аманн, Жан-Пьер Бургиньон и Вольфганг Люк.